# Ороченський (станція)
Ороченський (рос. Ороченский) — станція Могочинського регіону Забайкальської залізниці Росії, розташована на дільниці Куенга — Бамівська між станціями Аячі (відстань — 17 км) і Єрофей Павлович (9 км). Відстань до ст. Куенга — 578 км, до ст. Бамівська — 171 км; до транзитного пункту Каримська — 810 км.
При станції існує населений пункт Ороченський з населенням менше 10 осіб.